# Asno zamorano-leonés
El asno zamorano-leonés es una raza asnal autóctona de las provincias españolas de Zamora y León. Pertenece al tronco europeo de razas de asno (Equus africanus asinus), de forma que en líneas generales se parece mucho a otras razas de otros países como el Poitú francés, y se encuentra estrechamente emparentado con los asnos de raza catalana y mallorquina, así como con el asno de las Encartaciones.
La Asociación Nacional de Criadores de la Raza Asnal Zamorano-Leonesa (ASZAL) es la principal organización encargada de velar por la conservación, mejora y promoción del asno zamorano-leonés, aunque también las Fuerzas Armadas cuentan con varios ejemplares de pura raza en la Unidad de Cría Caballar.

## Perfil racial
Se caracteriza por su gran tamaño y corpulencia (mide 1,60 m), solo comparable al del asno de raza andaluza-cordobesa, llegando a alcanzar un peso de 350 kg; el perfil es recto y sus ojos están bien marcados. Su pelaje es de color castaño oscuro, pero presenta el hocico y el vientre claros, aunque a causa de su largo pelaje, que crece como lana en forma de jirones, puede tapar estas marcas. Al igual que otras razas españolas del tronco europeo, sus orejas están cubiertas de pelaje largo, y el esquilado es una práctica dentro de la raza. Su carácter es dócil y muy resistente a los cambios del clima.

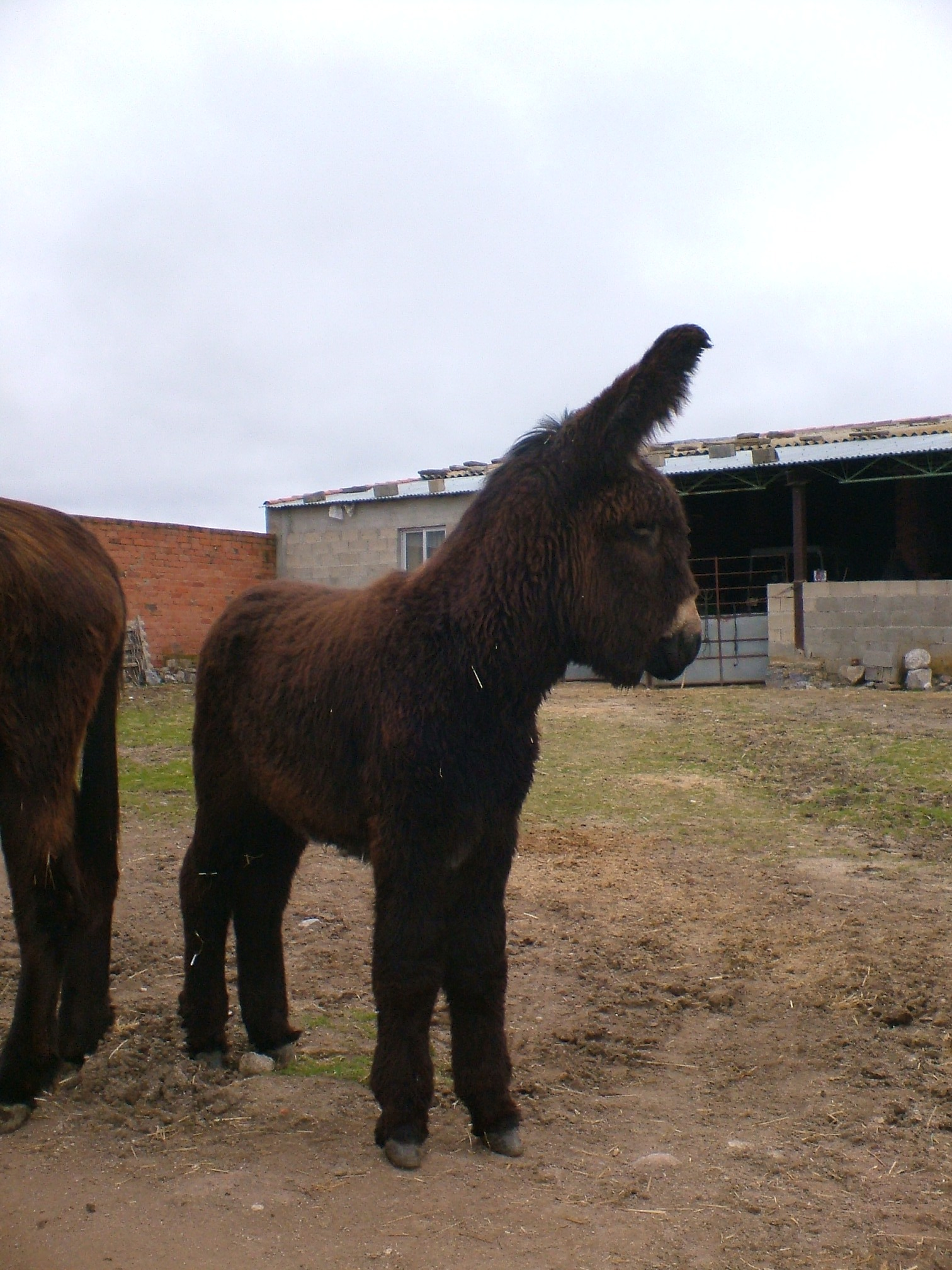
Buche.

### Morfología
- Cabeza: de gran volumen, aunque estrecha, más pequeña en las hembras. Posee grandes orejas y amplias quijadas.
- Cuello: musculoso, recto y no muy largo; de ciervo.
- Tronco: con cruz disimulada, destaca la grupa, elevada, oblicua y ojival. Vientre de grandes dimensiones. Pecho alto, ancho y profundo.
- Extremidades: robustas, gruesas y con cascos anchos y bien desarrollados. Pobladas de abundante pelo.
- Capa: de capa negra mal teñida, con degradaciones plateadas en hocico, alrededor de los ojos, vientre y bragadas. Un fuerte desarrollo de lana.

El gran desarrollo capilar —lana— da a esta raza una especial fisionomía.

### Denominaciones
- Buche: asno recién nacido y mientras mama (hasta los 6 a 12 meses de edad).
- Pollino: asno joven, tras el destete y hasta que alcanza el desarrollo sexual, entre los 2 y 3 años de edad.
- Garañón: semental, hasta los 20 años de edad, aproximadamente.
- Borrico, burro y jumento: sinónimos de asno.

## Origen e historia de la raza
El asno doméstico es originario del asno salvaje africano, de los que todavía se encuentran especies en libertad en áreas de Somalia, Etiopía y Eritrea. En este sentido, las razas de capa negra del norte de España, entre las que se encuentra el asno zamorano-leonés, derivan concretamente del asno salvaje somalí.

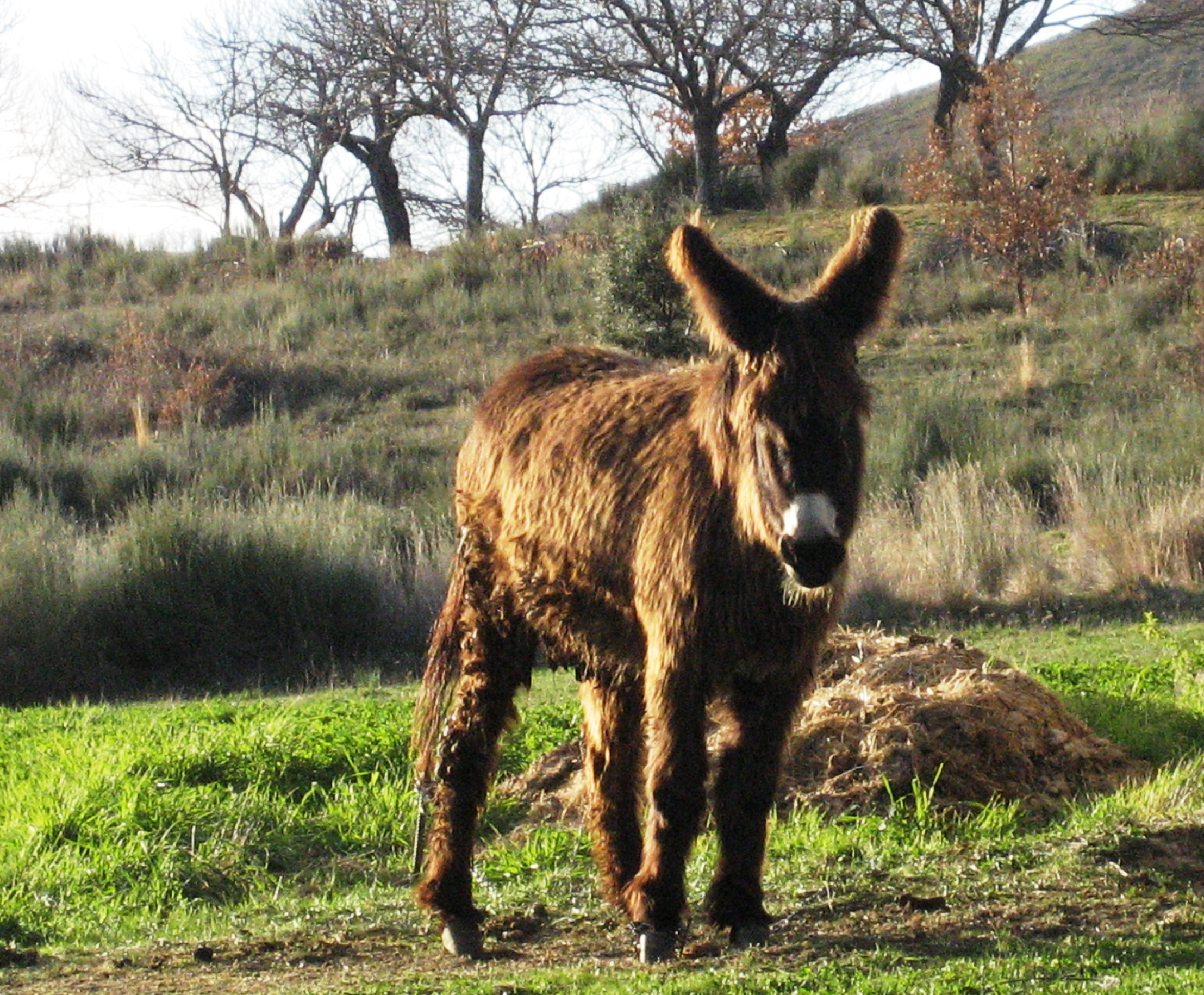
El asno zamorano-leonés está cubierto por una capa de lana castaña, que le caracteriza y le hace único en su especie. El resto de razas lanosas se originaron a partir de ésta, como el burro mirandés o el Poitou francés.

Es durante la Edad Media cuando surge el asno zamorano-leonés, con su distribución original repartida entre la cordillera Cantábrica y los ríos Cea y Órbigo. Muy valorado por su gran alzada, apto para la cubrición de yeguas para originar mulas, de gran utilidad en el medio rural, fue usado con este fin en las paradas, sobre todo en el centro y oeste peninsular. Es así como en el siglo XIX, así como a principios del XX vivió esta raza su máximo apogeo. Se expandieron desde su zona inicial en las comarcas zamoranas de Aliste, Sayago y Alba, hacia comarcas más orientales de misma provincia y hacia las provincias limítrofes de Salamanca y León, criando algunos de sus mejores sementales en las proximidades del límite provincial de León y Zamora, de donde toma el nombre la raza. Es a mediados del siglo XX cuando se sufre un claro retroceso con la mecanización del campo, hasta reducir su población a aproximadamente mil ejemplares, encontrándose el 80 % en Zamora.
Buen raceador, intervino en la formación de varias razas de asnos extranjeras como el asno de Poitou y el asno americano.

## Actualidad
En 1940, se crea el Libro Genealógico de la Raza Asnal Zamorano-Leonesa.[cita requerida] No obstante, no se evita que, finalmente, en 1987 sea declarada como raza en peligro de extinción. En 1995, se crea ASZAL, con sede en Zamora, con tal de revocar esa situación mediante programas y actuaciones, así como la cría selectiva de la raza. Los resultados están siendo positivos,[cita requerida] aunque la valoración de raza en peligro de extinción sigue vigente a día de hoy.
La celebración de ferias, destacando la de San Vitero, ha ayudado a la propaganda y acceso de la raza, ayudando a concienciar a la sociedad, así como mostrando al asno zamorano-leonés como un animal apto para exposiciones gracias a sus características morfológicas que le hacen único.
Desde el año 2003, las técnicas de reproducción asistida se han venido realizando con tal de optimizar los resultados y, por una parte, evitar enfermedades y, por otra, poder posibilitar el embarazo de burras en lugares donde no se dispone de garañones.

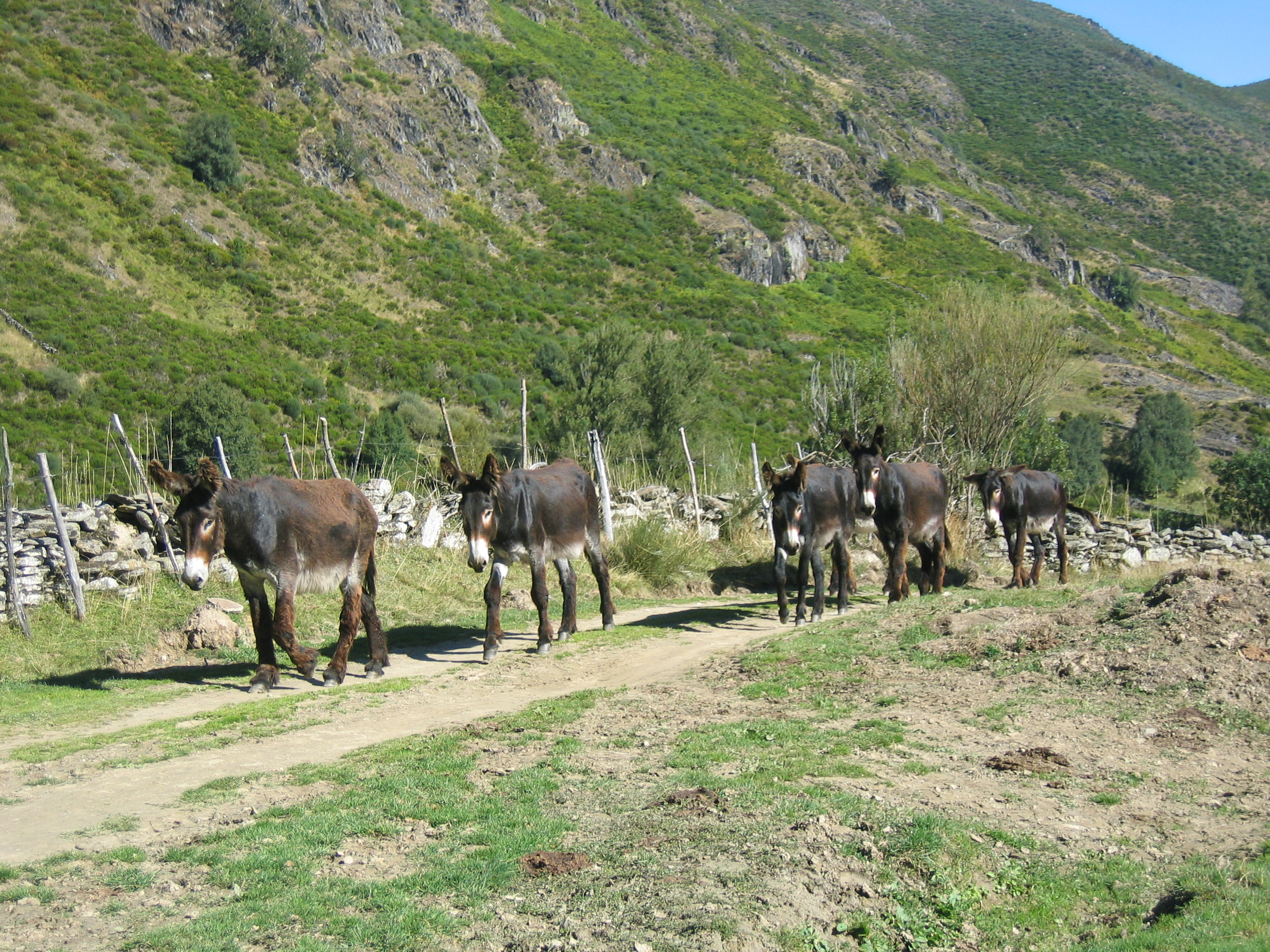
Burrada de asnos zamorano-leoneses en la provincia de León, donde su población es escasa.

### Usos de la raza
Entre los usos más tradicionales de la raza, encontramos las de transporte de personas y cargas en tareas ganaderas, agrícolas y domésticas. También, las labores propias de la agricultura como arar las tierras y viñas, recogida de tubérculos o la producción de mulas. Estas actividades todavía hoy se siguen practicando, aunque de forma exclusiva, se ha promovido un uso más cultural y recreativo. De este modo, destaca la utilización del asno como atracción para el turismo rural, pero también su uso como en exhibiciones ganaderas, por su atractivo morfológico. Es una efectiva herramienta contra los incendios y para el cuidado del medio ambiente, pastando y limpiando los bosques de maleza. También destaca la producción láctea, empleándose la leche de burra para la elaboración de cosméticos y otros productos para la higiene personal.
Sin embargo, la asinoterapia es el empleo más novedoso, sirviéndose del asno como herramienta terapéutica con personas en desventaja física, psicológica o social.
También es posible su uso en equitación, aunque no es común dicha práctica en esta raza —y ni siquiera en este animal—, sí es posible debido a su carácter dócil y a su alto nivel de inteligencia y aprendizaje. Sin embargo, y aunque se pueda enseñar al asno a practicar incluso doma clásica, la constancia y perseverancia deben ser mayores que con un caballo.